# نور جلال
مولوی نور جلال (زادهٔ ۱۹۶۹ (۵۵–۵۶ سال)) سیاست‌مدار اهل افغانستان است. وی از ۷ سپتامبر تا ۲۱ سپتامبر ۲۰۲۱ در امارت اسلامی افغانستان به حیث معاون وزارت امور داخله مشغول به کار شد.
او همچنین از ۲۸ می ۲۰۲۴ به حیث سرپرست وزارت صحت عامه تعیین گردید.